# Calumet-Norvelt
Calumet-Norvelt was tot 2010 een plaats (census-designated place) in de Amerikaanse staat Pennsylvania, dat bestuurlijk gezien onder Westmoreland County. Sinds de volkstelling in 2010 is Calument-Norvelt gesplitst in de plaatsen Calumet en Norvelt.

## Geografie
Volgens het United States Census Bureau beslaat de plaats een oppervlakte van
3,8 km², geheel bestaande uit land.

## Plaatsen in de nabije omgeving
De onderstaande figuur toont nabijgelegen plaatsen in een straal van 12 km rond Calumet-Norvelt.